# Вебдокументарі
Вебдокументарі, Вебдокументальні фільми, інтерактивні документарі, або мультимедійні документарі — це документальний проект в Інтернеті, який відрізняється від традиційних форм — відео, аудіо, фотографії — шляхом застосування повного набору мультимедійних засобів. Інтерактивна мультимедійна здатність Інтернету забезпечує документарників унікальним середовищем для створення нелінійних творів, які об'єднують фотографії, текст, аудіо, відео, анімацію та інфографіку на основі вмісту в реальному часі.
Оскільки це інтерактивна робота, оповідь розвивається через дії, здійснені користувачами через загальнодоступний інтерфейс. Користувач може змінювати свою подорож через документальний фільм на основі своїх відповідей. Таким чином, участь користувачів є ключовим елементом, який дає сенс цьому новому аудіовізуальному жанру. Вперше в історії документального фільму глядач набуває контролю над навігацією, таким чином стає автором або творецем власного персоналізованого документального фільму.
Можна сказати, що відправник і одержувач ЗМІ знаходяться на одному рівні. Важко класифікувати вебдокументальний фільм у визначеному просторі, оскільки цей документальний фільм нового формату є результатом об'єднання між комбінацією мов та систем зв'язку разом із новим інтерактивним досвідом, в якому користувачі отримують ключову роль через його інтерактивність.

## Як Вебдокументарі відрізняються від документальних фільмів
Вебдокументальний фільм відрізняється від документальних фільмів шляхом інтеграції поєднання мультимедійних ресурсів (фотографій, тексту, аудіо, анімації, графічного дизайну тощо) з вебтехнологіями. У вебдокументарі, користувач повинен взаємодіяти з цією історією чи проходити її.
У порівнянні з лінійним розповіддю, де цільова частина оповідання заздалегідь визначена режисером, веб документальний фільм надає користувачеві можливість пересуватися по історії за допомогою кластерів інформації. Інтеграція інформаційної архітектури, графічного дизайну, зображень, назв та підзаголовків відіграє певну роль у наданні візуальних підказок користувача про послідовність, через яку вони повинні переміщатися через вебдокументальний фільм. Але з цього моменту користувачі повинні вивчати компоненти історії, які найбільше цікавлять їх.

## Приклади Вебдокументарів
- Green Unplugged [Архівовано 1 вересня 2015 у Wayback Machine.] — Короткий документальний фільм «Culture Unplugged Studios», який демонструє світогляд на навколишнє середовище та представлений Радою Організації Об'єднаних Націй з навколишнього середовища.
- Welcome to Pine Point[en] — Вебдокументальний фільм Канадської державної служби кінематографії, який досліджує спогади мешканців колишньої громади Pine Point, Northwest Territories[en].[2]
- Becoming Human [Архівовано 4 травня 2021 у Wayback Machine.] — «Палеоантропологія, Еволюція та Людські Походження».
- Gift of a Lifetime [Архівовано 25 травня 2019 у Wayback Machine.] — Аудіо слайдшоу розповідь, яка доповнена інтерактивним таймлайном та інтерактивним тілом людини.
- Interactive Narratives [Архівовано 7 грудня 2017 у Wayback Machine.] — Колекція вебдокументального контенту з різних джерел.
- Water's Journey: Everglades [Архівовано 22 грудня 2017 у Wayback Machine.] — Цей вебдокументальний фільм включає в себе шість слайд-шоу та інтерактивну карту, інтерактивну історичну хронологію та фільми / анімаційні кліпи.